# Alfonso de Urresti
Alfonso Arturo de Urresti Longton (Viña del Mar, 7 de marzo de 1966) es un abogado y político chileno, miembro del Partido Socialista (PS). Desde marzo de 2022 se desempeña como senador de la República en representación de la Circunscripción n° 12 (Región de Los Ríos), por el periodo legislativo 2022-2030. Previamente, fungió el mismo cargo, pero en representación de la Circunscripción n° 16 de la misma región, desde 2014 hasta 2022.
Entre 2006 y 2014 fue diputado durante dos períodos consecutivos por el antiguo distrito n.º 53, también por la misma región.

## Biografía

### Familia y estudios
Nació el 7 de marzo de 1966, en Viña del Mar. Hijo de Alfonso Luis De Urresti Gorbeña y Lucy Berta Longton Guerrero.
Está casado con Carla Andrea Bizama del Pino y son padres de dos hijos.
Es sobrino del exgobernador, alcalde y diputado Arturo Longton Guerrero y primo del actual diputado Andrés Longton Herrera.
Realizó sus estudios primarios en el Colegio Padre Alberto Hurtado y los secundarios en el Colegio Concepción, ambos en la ciudad de Chillán. Luego, cursó sus estudios superiores en la Facultad de Derecho de la Universidad de Chile, donde en 1994 obtuvo su licenciatura en ciencias jurídicas y sociales, con la memoria: Vistas de los fiscales de la real audiencia de Chile siglo XVIII. Se tituló de abogado, el 25 de julio de 1994.
En 2001, cursó un máster en administración pública en la Universidad del País Vasco. Al año siguiente, realizó un máster en derecho público en la Universidad Autónoma de Barcelona, España.

### Actividades laborales
En 1993, se trasladó a vivir a la ciudad de Valdivia y comenzó a trabajar en la Corporación de Asistencia Judicial (CAJ) de dicha ciudad.
Entre 1997 y 2000, fue jefe de gabinete del intendente de la Región de Los Lagos, mientras que entre 1999 y 2000, fue vicepresidente de la Empresa Portuaria de Puerto Montt. Asimismo, entre 2002 y 2005, se desempeñó como asesor jurídico de las municipalidades de Los Lagos, Corral, La Mariquina y Lanco. Por último, entre 2004 y 2005, ejerció como juez de Policía Local de Los Lagos y consejero del Colegio de Abogados de Valdivia-Osorno.
Paralelo al ejercicio de su profesión, entre 2002 y 2003, fue docente del magíster de Economía y Desarrollo Regional de la Universidad Austral de Chile. También, fue profesor de las cátedras de ciencias políticas y relaciones internacionales de la Universidad San Sebastián (sedes Valdivia y Puerto Montt). Más tarde, entre 2005 y 2006, fue profesor de derecho político de la misma casa de estudios, sede Valdivia.

## Carrera política
Inició una carrera política en su época universitaria, como dirigente estudiantil de su universidad. Como miembro del Partido Socialista (PS), llegó a la presidencia provincial y miembro del Comité Central en representación de la Región de Los Lagos.

### Diputado

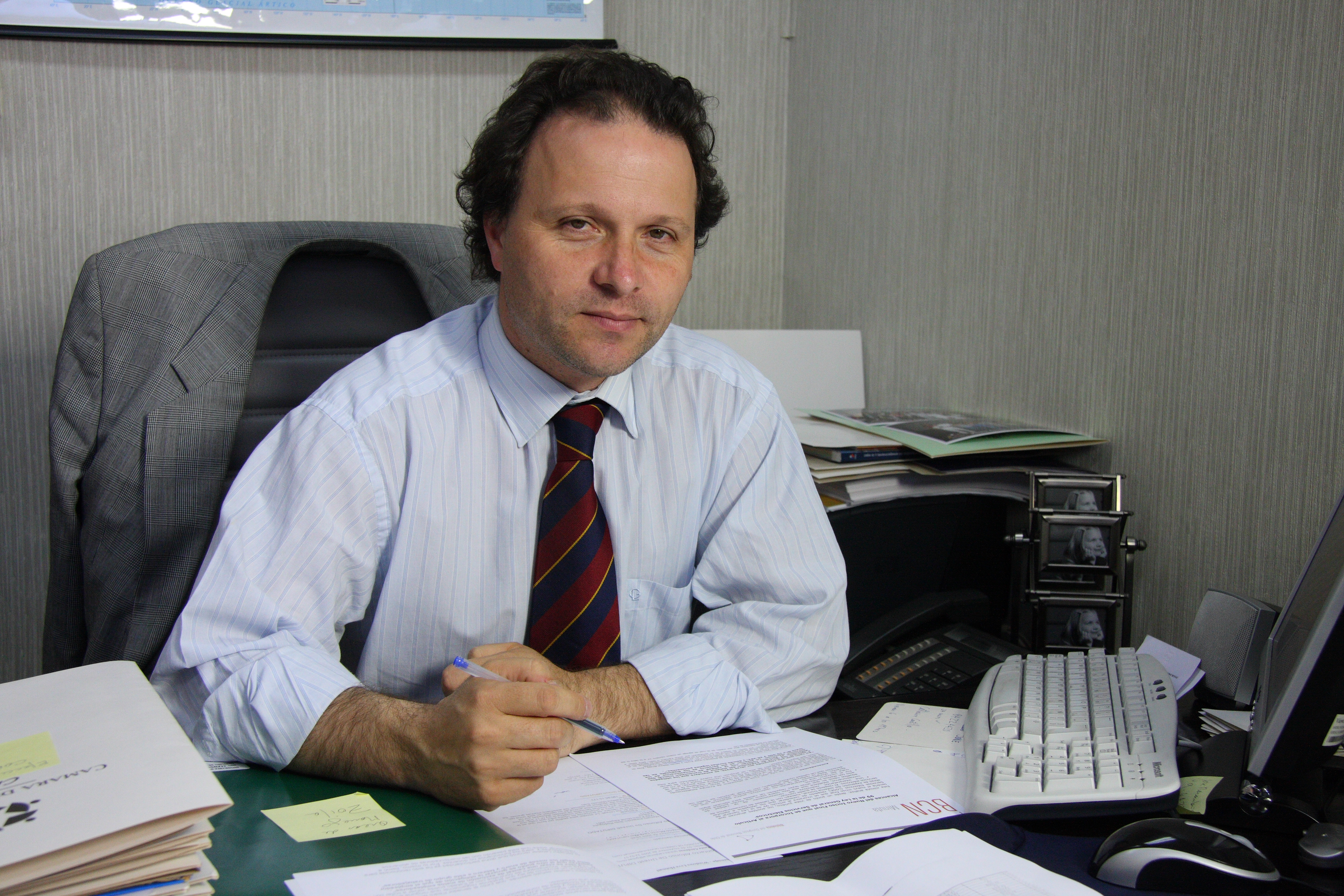
Alfonso de Urresti en su oficina personal en el Congreso Nacional de Chile, 2009.

En las elecciones parlamentarias de 2005, resultó electo como diputado en representación del distrito n° 53, correspondiente a las comunas de Corral, Lanco, Máfil, Mariquina y Valdivia, por el período legislativo 2006-2010. En este proceso obtuvo la primera mayoría, convirtiéndose en el primer diputado socialista que obtiene este cargo en el distrito n° 53, tras el retorno de la democracia, en 1990.
Durante su gestión parlamentaria, integró las comisiones permanentes de Pesca, Acuicultura e Intereses Marítimos; y presidió la de Gobierno Interior, Regionalización, Planificación y Desarrollo Social. También, participó en las comisiones especiales de Turismo; de la Cultura y de las Artes; y presidió la que Establece Beneficios para los Discapacitados. Además, fue integran te de la Comisión Investigadora sobre Irregularidades en Ferrocarriles del Estado.
Asimismo, formó parte de los grupos interparlamentarios chileno-austríaco, chileno-brasileño, chileno-cubano, chileno-español, chileno-holandés, chileno-palestino, chileno-suizo y chileno-venezolano.
En las elecciones parlamentarias de 2009, fue reelecto como diputado por el distrito n.º 53, por el período legislativo 2010-2014. En esa ocasión fue integrante de las comisiones permanentes de Cultura y de las Artes; y de Recursos Naturales. Junto con las comisiones especiales de Turismo. Formó además, parte del comité parlamentario del Partido Socialista. En 2011 fue jefe de la bancada de diputados de dicha colectividad.
En mayo de 2011 impulsó la formación de la comisión investigadora de HidroAysén de la Cámara de Diputados, la cual elaboró un informe en que se señalaron diversas irregularidades en el proceso de tramitación del megraproyecto energético.
En junio de 2013 fue elegido en una elección primaria del Partido Socialista, como abanderado de su colectividad para las elecciones parlamentarias de noviembre, venciendo al excanciller Juan Gabriel Valdés por un amplio margen de votos.

### Senador
En esas elecciones parlamentarias  de 2013, se presentó como candidato a senador por la Circunscripción n° 16 de la Región de Los Ríos, por el periodo 2014-2022, resultando electo. Asumió el 11 de marzo de 2014, reemplazando a Eduardo Frei Ruiz-Tagle quien no se presentó a reelección. En 2014 fue integrante de las comisiones permanentes de Obras Públicas; de Desafíos del Futuro; y de Constitución, Legislación, Justicia y Reglamento, siendo electo presidente el 11 de marzo de 2015. Desde julio de 2014, fue miembro de la Comisión Especial de Seguridad Ciudadana.
Desde el 21 de marzo de 2018, asumió como presidente de la Comisión Permanente de Obras Públicas e integrante, desde la misma fecha, de las comisiones permanentes de Constitución, Legislación, Justicia y Reglamento; y de Ética y Transparencia del Senado. De la misma manera en ese mes, ejerció como vicepresidente del Grupo Bicameral de Transparencia y Probidad del Congreso Nacional.
A contar del 12 de marzo de 2019, integró la Comisión permanente de Régimen Interior. También, integró y presidió a contar del 17 de marzo de 2020, la Comisión Permanente de Medio Ambiente y presidió desde la misma fecha, la de Constitución, Legislación, Justicia y Reglamento.
Fue elegido vicepresidente del Senado de la República, cargo que ejerció desde el 12 de marzo de 2019 hasta el 17 de marzo de 2020, en la mesa directiva presidida por el senador Jaime Quintana.
En agosto de 2021, inscribió su candidatura a la reelección como senador, pero esta vez por la Circunscripción 12 de la Región de Los Ríos, por el periodo 2022-2030. En las elecciones parlamentarias de noviembre representando a su partido dentro del pacto «Nuevo Pacto Social», fue reelegido con la mayoría de votos, 39.227, correspondientes al 26,39% del total de los sufragios válidos. Asumió el cargo el 11 de marzo de 2022, y continuó trabajando en la comisión permanente de Constitución, Legislación, Justicia y Reglamento; y en la comisión especial Grupo Bicameral de Transparencia. Desde el 21 de marzo de 2022 se reintegró a la comisión permanente de Obras Públicas.

### Principales leyes de su autoría
Fue autor de la ley que establece la tramitación electrónica de los procedimientos judiciales. También fue autor de la ley marco de bomberos de Chile. y de la ley que modifica el régimen de trabajadores de casa particular.
Adicionalmente, fue autor de la ley que cambia la denominación del edificio "Diego Portales" al de la poetisa "Centro cultural Gabriela Mistral", el cual anteriormente fue un edificio donde funcionó el poder ejecutivo, y legislativo de la dictadura militar del general Augusto Pinochet.

### Postura política en diversas causas

#### Aborto en tres causales
Durante la discusión por la tramitación del proyecto de ley de aborto en tres causales, el senador se mostró en contra de la objeción de conciencia en el sistema público y en contra de la objeción de conciencia institucional. Mientras el proyecto era revisado por el Tribunal Constitucional luego de su tramitación legislativa, redactó una carta a éste para que considerara mantener la despenalización del aborto en los puntos aprobados en el proyecto de ley. En mayo de 2018 y luego de la declaración de ilegalidad del protocolo de objeción de conciencia, dictaminada por la Contraloría General de la República, el senador hizo un llamado al gobierno a velar por el cumplimiento de la ley, resguardando el acceso de las mujeres al procedimiento en las causales aprobadas.

#### Acuerdo de unión civil
Ese año mismo que asumió su labor como senador, el 2014, participó de la discusión del proyecto de ley de acuerdo de vida en pareja, respaldando esta iniciativa en su intervención y comparándola con lo que había ocurrido con la Ley de Divorcio:
"Se argumentó que esta [La ley de divorcio] iba a provocar la ruptura de instituciones, el quiebre de la familia. Entretanto, teníamos a personas obligadas durante largos años a mantener su estado civil pese a que su matrimonio no había resultado, condenándolas al dolor, a la incapacidad y a miles de otros problemas derivados del hecho de no poder rehacer sus vidas.Aprobamos una ley de divorcio (...) y hoy tenemos una mejor sociedad, pues se puede rehacer la vida en pareja cuando el matrimonio ha fracasado. En consecuencia, voy a aprobar en particular el proyecto, pues representa un paso fundamental en el respeto y la valoración de la diversidad. Esa es la labor que nos corresponde como Senadores: relevar la dignidad de las personas y no establecer diferencias odiosas en nuestra sociedad."

#### Tribunal Constitucional
Tras algunos fallos del Tribunal Constitucional, como por ejemplo el que versaba sobre el Servicio Nacional del Consumidor y el fallo sobre la inconstitucionalidad de un artículo de la reforma a la Educación Superior, que impedía la presencia de personas jurídicas que persigan fines de lucro en directorios de universidades particulares, el senador de Urresti, en conjunto con la bancada de senadores socialistas, criticó el rol del Tribunal Constitucional:
"En el mundo existe la justicia constitucional, pero en ningún lugar de éste un Tribunal Constitucional se ha arrogado un nivel de intervencionismo como el que se aprecia acá en Chile. Cada vez que el Congreso ha tratado de proteger a consumidores, mujeres vulneradas, trabajadores o estudiantes, tenemos de vuelta al TC para asegurar que se mantenga una situación de abuso que se ha tratado de corregir. La militancia de ultra derecha del actual TC no es sostenible"
Asimismo, en el debate en el Senado sobre facultades del Tribunal Constitucional, señaló:
"Hoy día tenemos casos irritantes, en que ya no solo se invaden las competencias en términos de lo que el propio Parlamento, con sus mayorías, ha establecido: también ocurre aquello en el ámbito de la justicia, cuando el Tribunal Constitucional se transforma en un refugio, en un reducto para, por ejemplo, impetrar a través de recursos de inaplicabilidad por inconstitucionalidad la paralización de causas de violaciones a los derechos humanos, que son quizá las causas más emblemáticas de nuestro país. (...) El Tribunal Constitucional termina siendo un refugio ideológico, no constitucional, para paralizar ese tipo de causas. (...) Eso le está haciendo mal a nuestro ordenamiento jurídico."

#### Medio ambiente
En mayo de 2018 hizo un llamado a las autoridades de gobierno a mantener el rechazo en el uso de tronaduras para la explotación de carbón en Isla Riesco.
Se opuso también al proyecto Dominga, señalando la importancia de cuidar la Reserva del Pingüino de Humboldt y los océanos de Chile.

En junio de 2017 presentó un proyecto de ley que busca la protección legal de los humedales urbanos a través de la modificación de la Ley de Medio Ambiente y Ley General de Urbanismo y Construcciones, señalando que la norma busca que todos los proyectos que busquen intervenir los humedales deban ser sometidos a evaluación de impacto ambiental. Asimismo, participó de la discusión del proyecto de ley que crea el Servicio de Biodiversidad y el Sistema Nacional de Áreas Protegidas del Estado, impulsando una indicación parlamentaria que protegería los humedales urbanos con una prohibición de alteración física, a priori y de rango legal.
"Esperamos que estas propuestas que buscan resguardar estas fuentes de vida, cuenten con el apoyo transversal de todos los sectores y se pueda reconocer con prontitud su importancia en nuestra legislación. En el caso específico de los humedales urbanos, que se ven afectados por la presión inmobiliaria, urge que exista coordinación intersectorial que permita reconocer el valor que poseen y también se comprenda el riesgo que implica construir sobre ellos."
También fue uno de los impulsores de la ley que crea el derecho real de conservación desde su cargo en la presidencia de la Comisión de Constitución, señalando que "el Derecho Civil actual debe reconocer determinados elementos (por ejemplo, la belleza escénica, la belleza estética, el medioambiente, la biodiversidad) como susceptibles de apreciación económica y que un ser humano, una persona jurídica o un ente público o privado desea conservar." y argumentando que no se trataría de un gravamen solo en el sentido clásico y jurídico de la palabra, sino que más bien de una agregación de valor intangible al inmueble: 
"Algunos han planteado que este instrumento es una limitación al dominio. Por el contrario, se trata de una propiedad relacionada con la conservación que se le adicionará al terreno, al inmueble que uno posee, durante el plazo que uno determine. Es un gravamen, pero no en el sentido negativo, sino en el de agregar valor, de reconocer precisamente las condiciones escénicas, la belleza y la biodiversidad de determinado terreno. Además, esto quedará sometido -se señala en el informe- a un registro a través de escritura pública y será inscrito en el Conservador de Bienes Raíces.
Esto va a cambiar a Chile, la forma en que el privado y el Estado ven la conservación: ya no -insisto- solo como un gravamen o algo que limita el dominio, sino como una adición de valor. Ese valor que muchas veces no podía ser considerado en el precio de la propiedad, en la hipoteca, en el usufructo o en otros derechos reales."
En materia del problema del colapso de colonias de abejas y frente a la decisión en el año 2018 de la Unión Europea de la prohibición del uso de plaguicidas que potencian este problema, presentó un proyecto de acuerdo, en conjunto con una veintena de legisladores, que solicita al Ejecutivo evaluar y adoptar medidas respecto del impacto de al menos tres plaguicidas en el ciclo vital de las abejas.

## Historial electoral

### Elecciones parlamentarias de 2005
- Elecciones parlamentarias de 2005, candidato a diputado por el distrito 53 (Corral, Lanco, Máfil, Mariquina y Valdivia)[33]

### Elecciones parlamentarias de 2009
- Elecciones parlamentarias de 2009, candidato a diputado por el distrito 53 (Corral, Lanco, Máfil, Mariquina y Valdivia)[34]

### Primarias del Partido Socialista de 2013
El Partido Socialista determinó definir por medio de primarias convencionales el cupo senatorial de la Región de Los Ríos, ante la disputa del diputado Alfonso de Urresti y el ex canciller Juan Gabriel Valdés. Estas elecciones, al no estar inscritas bajo la nueva ley de Primarias Legales y Vinculantes, se debió realizar al modo convencional sin fiscalización del Servel, y fueron efectuadas el 23 de junio de 2013.

### Elecciones parlamentarias de 2013
- Elecciones parlamentarias de 2013, candidato a senador por la Circunscripción 16 (Los Ríos)[36]

### Elecciones parlamentarias de 2021
- Elecciones parlamentarias de 2021, candidato a senador por la Circunscripción 12, Región de Los Ríos[37]